# Coenosia obscuriabdominis
Coenosia obscuriabdominis este o specie de muște din genul Coenosia, familia Muscidae, descrisă de Xue și Tong în anul 2004. Conform Catalogue of Life specia Coenosia obscuriabdominis nu are subspecii cunoscute.